# Campeonato Carioca de Futebol de 1965
O Campeonato Carioca de Futebol de 1965 foi a 67.ª edição do torneio, vencido pelo Flamengo. Neste ano, a cidade do Rio de Janeiro completava quatro séculos de fundação. Assim, o campeão desta edição levaria, também, o troféu de Campeão do IV Centenário da Capital Carioca, na época pertencente ao Estado da Guanabara.

## Classificação final
| Classificação | Classificação | Classificação | Classificação | Classificação | Classificação | Classificação | Classificação | Classificação | Classificação |
| Pos           | Time          | PG            | J             | V             | E             | D             | GP            | GS            | SG            |
| ------------- | ------------- | ------------- | ------------- | ------------- | ------------- | ------------- | ------------- | ------------- | ------------- |
| 1             | Flamengo      | 22            | 14            | 10            | 2             | 2             | 18            | 8             | +10           |
| 2             | Bangu         | 20            | 14            | 8             | 4             | 2             | 26            | 9             | +17           |
| 3             | Fluminense    | 17            | 14            | 7             | 3             | 4             | 24            | 15            | +9            |
| 3             | Botafogo      | 17            | 14            | 6             | 5             | 3             | 18            | 16            | +2            |
| 5             | Vasco da Gama | 15            | 14            | 7             | 1             | 6             | 24            | 17            | +7            |
| 6             | Bonsucesso    | 9             | 14            | 3             | 3             | 8             | 10            | 25            | -15           |
| 7             | America       | 7             | 14            | 1             | 5             | 8             | 19            | 29            | -10           |
| 8             | Portuguesa    | 5             | 14            | 1             | 3             | 10            | 10            | 30            | -20           |

## Premiação
| Campeonato Carioca de 1965    |
| ----------------------------- |
| Rio de Janeiro                |
| Flamengo Campeão (15º título) |